# Pity Martínez
Gonzalo Nicolás Martínez (Guaymallén, 13 juni 1993) - alias Pity Martínez - is een Argentijns voetballer die doorgaans als offensieve middenvelder speelt. Hij verruilde River Plate in januari 2019 voor Atlanta United. Martínez debuteerde in 2018 in het Argentijns voetbalelftal.

## Clubcarrière
Martínez is afkomstig uit de jeugd van Huracán. Op 10 september 2011 debuteerde hij in de Argentijnse Primera División tegen Club Almirante Brown. Zijn eerste doelpunt scoorde hij op 18 september 2013 tegen Instituto. In januari 2015 werd de aanvallend ingestelde middenvelder voor vier miljoen euro verkocht aan River Plate. Op 16 februari 2015 debuteerde hij voor zijn nieuwe club tegen Club Atlético Sarmiento. Op 17 maart 2015 maakte hij zijn eerste treffer voor River Plate, in een competitiewedstrijd tegen Arsenal de Sarandí.

## Interlandcarrière
Martínez debuteerde op 8 september in het Argentijns voetbalelftal, in een met 0–3 gewonnen oefeninterland tegen Guatemala. Hij begon die dag in de basis en maakte na 27 minuten uit een strafschop de 0–1.